# Monuriki
Monuriki est une île d'origine volcanique dans les îles Mamanuca, aux Fidji.
D'une superficie de trois kilomètres carrés, l'île ne compte aucun habitant. 

## Fiction
Cette île a été, en 2000, le lieu de tournage du film Seul au monde, avec Tom Hanks en Robinson Crusoé moderne. 